# کریمه ۱۱۴۰
سیارک ۱۱۴۰ (به انگلیسی: 1140 Crimea، نامگذاری:1929YC) هزار و صد و چهلمین سیارک کشف شده‌است که در ۳۰ دسامبر ۱۹۲۹ و در رصدخانه سایمیز کشف شد.
قدر مطلق سیارک برابر ۱۰٫۲۸ است.